# Albrecht (arcybiskup Bremy)
Albrecht, Albert (zm. 14 kwietnia 1395) – arcybiskup Bremy od 1359 roku z dynastii Welfów.

## Życie
Albrecht był jednym z synów księcia Brunszwiku Magnusa I Pobożnego. Przeznaczony do kariery kościelnej, pełnił różne funkcje, m.in. kanonika w Magdeburgu. Wyszedł zwycięsko ze zmagań o stanowisko arcybiskupa Bremy, toczonych z Oldenburgami, dzięki swoim dobrym kontaktom w kurii papieskiej (został zatwierdzony na arcybiskupa w 1361) oraz użyciu siły zbrojnej przez jego ojca i braci w celu wyparcia z Bremy dotychczasowego administratora archidiecezji, Maurycego z Oldenburga (walki toczyły się jeszcze nawet w 1365). Czas jego rządów to okres dalszego uniezależniania się Bremy od władzy arcybiskupiej (mimo podjętej przez Albrechta w 1366 próby ograniczenia samodzielności miasta – w maju zajął Bremę, jednak w czerwcu jego siły zostały zmuszone do jej opuszczenia), m.in. dzięki rosnącemu zadłużeniu arcybiskupa w mieście, wywołanemu zbytkownym trybem życia oraz zniszczeniami jego dóbr wskutek wojen i różnych zatargów. Zaciągane długi spowodowały zastawienie większości dóbr biskupich. Doprowadził w ten sposób kraj do stanu kryzysu. Był bohaterem głośnego skandalu, oskarżony przez jednego z duchownych o to, że jest hermafrodytą.